# Tagging
Tagging, conceptualmente, es la acción mediante la cual se identifica e individualiza a la mayor cantidad de personas, con el fin de agruparlas en pequeños segmentos diferenciados y dirigirse a ellas con un mensaje específico.
Gracias a la distinción de cada persona (por multitud de variables como sexo, religión, tendencia política, nivel económico, número de hijos, características de la casa, hábitos de consumo, percepciones, miedos...) los partidos políticos o empresas configuran un mensaje determinado para cada perfil que se lo harán llegar a través del medio más adecuado.

## Orígenes
Esta técnica fue empleada por primera vez en el panorama político a finales de los años 1960 por parte del movimiento conservador. En la década de 1980 aumentó el esfuerzo por identificar y construir bases de datos en las que se pudiera cuantificar y contabilizar a la población. Pero no fue hasta las elecciones de 2004 cuando se empezó a usar a nivel nacional. Karl Rove, estratega del partido republicano en Estados Unidos, creó el VoterVault Program, un enorme programa informático que unificó las bases de votantes con las que se contaban hasta el momento, para la creación de mensajes directos. Algunos republicanos consideraron que el empleo de este programa fue la principal razón que llevaron a George W. Bush a la victoria en la reelección. Por su parte, tras dos derrotas consecutivas, los demócratas construyeron su propia versión del programa llamada VoterBuilder que fue utilizada en la campaña de Barack Obama con exitosos resultados.

## Procedimiento
El proceso de tagging de la población comienza con una identificación masiva de las personas.
A través de listados y bases de registros se identifica cada hogar según una serie de variables (edad, sexo, tendencias políticas, nivel de estudios....). Con toda esa información se crea una nueva base de datos más completa. Estos datos gracias a los cruce de variables permiten segmentar y crear microgrupos de acuerdo a los objetivos y necesidades de la investigación. Además de la segmentación se está desarrollando en algunos países como Argentina y Estados Unidos la geo referenciación, para situar a cada individuo en un punto del mapa concreto.
Una vez identificados y segmentados, las empresas, partidos políticos o gobiernos que soliciten el proceso, pueden emplear esa información para la creación de mensajes específicos para cada segmento. Además de poder determinar qué medio es el más efectivo para hacérselo llegar.
Con esta técnica los mensajes llegan de forma directa a cada segmento evitando el uso de los medios de comunicación masivos, llenos de mensajes que pueden contaminar y mediar en la comunicación; permiten el feedback entre empresa/gobierno y consumidor/elector (comunicación one to one); y aumenta la efectividad de recursos, económicos y humanos, empleados por parte de las empresas y partidos.